# I quatro rusteghi

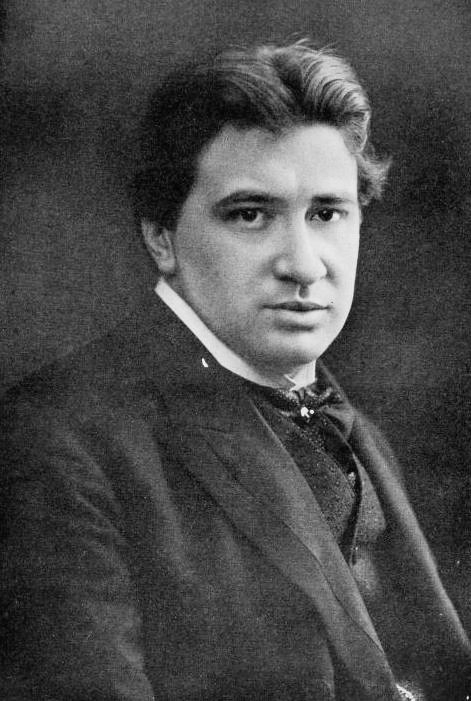
Ermanno Wolf-Ferrari 1906

I quatro rusteghi (Tyska: Die vier Grobiane; svenska: De fyra grobianerna) är en komisk opera i tre akter med musik av Ermanno Wolf-Ferrari och libretto av Luigi Sugana och Giuseppe Pizzolato efter Carlo Goldonis skådespel I rusteghi (1760). Operan hade premiär i en tysk översättning av Hermann Teibler den 19 mars 1906 på Bayerische Staatsoper i München med Felix Mottl som dirigent.

## Historia
Wolf-Ferrari hade ännu inte fyllt 30 år då han skrev I quatro rusteghi men behärskade redan den lätta buffastilen till fulländning. Han komponerade med samma lätthet som sina föregångare i genren, och Goldonis populära pjäs gav honom ypperliga möjligheter att tillämpa sin begåvning. Han skrev operan i Venedig men lät uruppförandet äga rum på hovoperan i München där han redan hade haft framgång med Le donne curiose ett par år tidigare. Wolf-Ferrari förkastade den moderna musiken och skrev senromantisk musik i en tid då de flesta för länge sedan hade övergett den genren. Vid tidpunkten för uruppförandet hade redan sådana moderna operor som Pelléas och Mélisande (1902), Jenůfa (1904) och Salome (1905) framförts, varpå Wolf-Ferraris verk endast kan ha ansetts som anakronistiskt.
Det första framförandet i Italien skedde den 2 juni 1914 på Teatro Lirico i Milano.

## Personer
- Lunardo (bas)
- Margarita (mezzosopran)
- Lucietta (sopran)
- Simone (bas)
- Marina (sopran)
- Maurizio (bas)
- Filiperto (tenor)
- Cancion (bas)
- Felice (sopran)
- Riccardo (tenor)

## Handling
Akt I

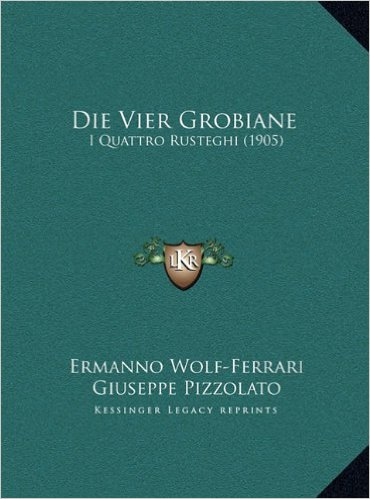
Librettots titelsida 1905.

Lunardo har bestämt att hans dotter Lucietta skall gifta sig med Maurizios son Filiperto, men fäderna har förbjudit ungdomarna att träffas före vigseln. Varken Lucietta, hennes styvmor Margarita eller Filiperto ämnar finna sig i detta. Filiperto söker hjälp hos sin faster Marina, men hans farbror Simon kör honom på porten. Marina får besök av Felice och Cancion och greve Riccardo från Venedig, och de börjar smida planer.
Akt II
Det är karnevalstid i Venedig och därför ingen konst att skruda Filiperto i kvinnokläder så att han i sällskap med Riccardo kan få tillträde till Lunardos hus. Han förälskar sig genast i sin tillkommande, men då Maurizio och Cancion kommer gömmer si ynglingarna medan förlovningen eklateras. Då Maurizio vill hämta sin son får han veta att han är försvunnen tillsammans med greven. Det föranleder Cancion att fälla nedsättande anmärkningar om Riccardo, som därför känner sig manad att stiga fram ut sitt gömställe och försvara sig. Hela planen avslöjas, och Lunardo blir så rasande att han kör alla på porten och avlyser förlovningen.
Akt III
Tre av de fyra "grobianerna", Lunardo, Maurizio och Simon, sitter och diskuterar vad de skall göra åt kvinnornas uppstudsighet. Nog vill de straffa dem, men det skull ju gå ut över deras egen bekvämlighet. De avbryts i sitt prat av Felice, som med kvinnlig list slutligen övertygar dem om att ingenting annat har hänt än att ungdomarna har fått en chans att lära känna varandra före bröllopet, så männen förlåter sina hustrur och Lucietta och Filiperto får varandra.